# 列捷尼
列捷尼·簡達寧迪·達·奧利華拉（Rychely Cantanhede de Oliveira，1987年8月6日—）一般称作列捷尼，生于巴西，巴西职业足球运动员，现效力于日本職業足球联赛(J2)球会山形山神队。